# Laurent El Ghozi
Laurent El Ghozi est un chirurgien né à Nancy en décembre 1948, conseiller municipal à Nanterre et président de l’association « Élus, Santé publique & Territoires ».

## Biographie
Laurent El Ghozi entreprend des études de médecine afin de devenir chirurgien. Il s'engage dans l'humanitaire en 1983 et part en mission au Tchad, pays alors en guerre, avec Médecins du monde. En 1986, il devient praticien hospitalier du Centre d'accueil et de soins hospitaliers de Nanterre.
Il s'engage alors en politique et devient en 1989 adjoint à la santé de la ville de Nanterre dont il est ensuite conseiller chargé des relations avec l’université.
À la demande du sous-préfet de la ville, il est chargé des questions liées à l'exclusion des Roms en lien avec leurs associations.
Il fonde ainsi l’Asav, association pour l’accueil des gens du voyage, puis en 2000 le collectif Romeurope,. 
En 2005, il crée l’association Élus, santé publique & territoires avec l'objectif de promouvoir les politiques de réduction des risques en matière de santé. En 2009, la première « salle de consommation à moindre risque » pour les usagers de drogues est ouverte par ses soins ; ce genre de lieux étant interdit en France fait alors polémique,,.
Laurent El Ghozi donne des conférences sur ces thématiques sanitaires, principalement en France,.

## Publications
Il a publié des contributions d'ouvrages et des articles, notamment sur la santé mentale et les politiques municipales de santé publique dans Cairn.info.

## Distinctions
- 2002 :  Chevalier de la Légion d'honneur[10]